# Capitaux de la SNCV dans la province d'Anvers
Pour les services passagers voir Lignes de tramway de la SNCV dans la province d'Anvers.
Capitaux de la Société nationale des chemins de fer vicinaux (SNCV) dans la province d'Anvers.

## 12 (112) «Malines - Itegem - Westerlo - Geel - Turnhout»
Longueur 72,3 km (1887-1958).
Plan du capital
Lignes (services voyageurs) l'utilisant

## 105 (121) «Iteghem - Zandhoven»
Longueur 18,3 km (1902-1951).
Plan du capital
Lignes (services voyageurs) l'utilisant

## 148 (124) «Malines - Aarschot»
Longueur 30,9 km (1909-1958).
Plan du capital
Lignes (services voyageurs) l'utilisant
Mise en service :
| Date              | Section                                                                        |
| ----------------- | ------------------------------------------------------------------------------ |
| 25 juillet 1908   | Malines Pasbrug - Rijmenam                                                     |
| 1er mai 1909      | Rijmenam - Keerbergen                                                          |
| 14 août 1909      | Keerbergen - Tremelo                                                           |
| 18 septembre 1910 | Tremelo - Aarschot Jonction cap. 72/148                                        |
| 1er juin 1949     | Keerbergen Tremelobaan / Oude Putsebaan - Keerbergen Berkendreef / Tremelobaan |
| Fin octobre 1949  | Keerbergen Tremelobaan / Oude Putsebaan - Tremelo le long de la Tremelobaan    |

Électrification :
| Date        | Section                       |
| ----------- | ----------------------------- |
| 2 août 1931 | Malines Pasbrug - Rijmenam    |
| 5 juin 1938 | Rijmenam - Keerbergen Station |

Fermeture :
Type : F suppression du service fret ; V suppression du service voyageurs ; TT fermeture à tout-trafic et type de trafic F fret / V voyageurs restant au moment de la fermeture à tout trafic.
| Date               | Type      | Section                                                                        |
| ------------------ | --------- | ------------------------------------------------------------------------------ |
| Entre 1939 et 1945 | TT (F, V) | Keerbergen Berkendreef / Tremelobaan - Tremelo                                 |
| 1er juin 1957      | TT (F, V) | Malines Pasbrug - Keerbergen Station,                                          |
| 17 mars 1958       | F         | Keerbergen Tremelobaan / Oude Putsebaan - Keerbergen Berkendreef / Tremelobaan |
| 31 mai 1958        | TT (V)    | Keerbergen Tremelobaan / Oude Putsebaan - Keerbergen Berkendreef / Tremelobaan |

Ligne(s) ayant inaugurée(s) ou cloturée(s) la section
1. 1 2 3 4 5 6  Ligne 276.
2. 1 2  Service prolongé M de la ligne H Bruxelles - Haecht.
3. 1 2  Ligne T.
4. ↑  Service prolongé K de la ligne H Bruxelles - Haecht.